# Lawyer Milloy
Lawyer Marzell Milloy (St. Louis, 14 novembre 1973) è un ex giocatore di football americano statunitense che ha militato nel ruolo di strong safety nella National Football League (NFL).

## Biografia

### New England Patriots
Milloy fu scelto nel corso del secondo giro (trentaseiesimo assoluto) del Draft NFL 1996 dai New England Patriots. Ebbe subito un impatto sulla linea secondaria della squadra nella sua stagione da rookie, disputando tutte le 16 gare della stagione regolare, incluse le ultime dieci come titolare, oltre a tre gare di playoff. Si classificò al terzo posto della squadra in tackle con 85, oltre a 2 intercetti ed 8 passaggi deviati. Milloy partì come titolare nel Super Bowl XXXI, perso contro i Green Bay Packers, terminando al terzo posto della squadra con 8 tackle. Nel 1997 disputò tutte le gare come strong safety titolare, superando per la prima volta i cento tackle in carriera.
Nel 1998, Milloy fu convocato per il suo primo Pro Bowl dopo avere guidato la squadra con 151 tackle e un record in carriera di sei intercetti, uno dei quali ritornato in touchdown ai danni di Steve McNair nella vittoria sui Tennessee Titans per 27–16. Fu nominato inoltre come miglior difensore della AFC dopo avere messo a segno 12 tackle e intercettato due volte Peyton Manning nella gara contro gli Indianapolis Colts. Guidò la squadra in tackle anche nelle due stagioni successive, venendo ancora convocato per il Pro Bowl nel 1999.
Nel 2001, Milloy fu nominato co-capitano dai suoi compagni di squadra, venendo convocato per il terzo Pro Bowl. I Patriots raggiunsero il Super Bowl XXXVI, dove mise a segno 7 tackle e guidò la squadra con 3 passaggi deviati, nella vittoria per 20–17 sui favoriti St. Louis Rams, laureandosi campione NFL. L'anno successivo, il suo ultimo a New England ottenne la quarta e ultima selezione per il Pro Bowl in carriera dopo essere terminato al terzo posto della squadra con 91 placcaggi.

### Buffalo Bills
Dopo che le trattative coi Patriots per un rinnovo contrattuale fallirono, Milloy fu svincolato, accasandosi ai Buffalo Bills. Nella prima stagione con la nuova maglia si classificò al quarto posto con 120 tackle e guido Buffalo con 14 passaggi deviati. L'anno successivo, nella gara contro gli Arizona Cardinals, fece registrare un primato in carriera con 18 tackle. Un altro primato personale furono i 3 sack su Marc Bulger dei Rams che gli valsero il premio di difensore della settimana. L'ultima stagione coi Bills fu nel 2005, dopo di che fu svincolato per liberare spazio salariale.

### Atlanta Falcons
Milloy nel 2006 firmò un contratto triennale con gli Atlanta Falcons, con cui per due volte nella sua prima stagione fu premiato come difensore della NFC della settimana. Il primo intercetto coi Falcons fu nella stagione 2007 coi San Francisco 49ers.

### Seattle Seahawks
Milloy firmò coi Seattle Seahawks il 5 settembre 2009, dove disputò le ultime due stagioni professionistiche. Dopo la gara del 2010 contro i Chicago Bears, divenne membro del ristretto gruppo di giocatori ad avere messo a segno 20 intercetti e 20 sack in carriera. Quell'anno terminò pareggiando il suo primato personale di 4 sack.

## Palmarès

### Franchigia
- Super Bowl : 1

New England Patriots: XXXVI
- American Football Conference Championship: 2

New England Patriots: 1996, 2001

### Individuale
- Convocazioni al Pro Bowl: 4

1998, 1999, 2001, 2002
- All-Pro: 3

1998, 1999, 2001
- PFWA All-Rookie Team - 1996

## Statistiche
| Partite             | 234   |
| Partite da titolare | 213   |
| Tackle              | 1.431 |
| Sack                | 21,0  |
| Intercetti          | 25    |